# ويلر درايدن
جورج درايدن ويلر، الابن (بالإنجليزية:George Dryden Wheeler, Jr) (مواليد 31 أغسطس 1892 - وفيات 30 سبتمبر 1957 ) ممثل ومخرج إنجليزي وهو الأخ غير الشقيق للممثل المعروف تشارلي تشابلن .

## روابط خارجية
- ويلر درايدن على موقع IMDb (الإنجليزية)
- ويلر درايدن على موقع ألو سيني (الفرنسية)
- ويلر درايدن على موقع أول موفي (الإنجليزية)
- ويلر درايدن على موقع قاعدة بيانات برودواي على الإنترنت (الإنجليزية)
- ويلر درايدن على موقع قاعدة بيانات الأفلام السويدية (السويدية)
- ويلر درايدن على موقع قاعدة بيانات الفيلم (الإنجليزية)
- ويلر درايدن على موقع كينوبويسك (الروسية)
- ويلر درايدن على موقع فايند أغريف